# Achille Ottaviani
Achille Ottaviani (Verona, 12 ottobre 1950 – Verona, 2 giugno 2023) è stato un giornalista e politico italiano.
Giornalista ed editore, fu sindaco del comune di Soave dal febbraio al luglio 1993 e senatore della Repubblica eletto con la Lega Nord nel collegio di Verona per l'XI legislatura.